# Stazione meteorologica di Palermo Valverde
La stazione meteorologica di Palermo Valverde è la stazione meteorologica di riferimento relativa all'omonima località della città di Palermo.

## Coordinate geografiche
La stazione meteo si trova nell'Italia insulare, in Sicilia, nel comune di Palermo, in Via Filippo Marini, quartiere Roccella-Montegrappa, a 71 metri s.l.m. e alle coordinate geografiche 38°06′N 13°21′E.

## Dati climatologici
In base alla media trentennale di riferimento 1961-1990, la temperatura media del mese più freddo, gennaio, si attesta a +11,1 °C; quella del mese più caldo, agosto, è di +25,0 °C.
Le precipitazioni medie annue si aggirano sui 600 mm, mediamente distribuite in 80 giorni, con minimo in estate e picco in autunno-inverno.
| PALERMO VALVERDE    | Mesi | Mesi | Mesi | Mesi | Mesi | Mesi | Mesi | Mesi | Mesi | Mesi | Mesi | Mesi | Stagioni | Stagioni | Stagioni | Stagioni | Anno |
| PALERMO VALVERDE    | Gen  | Feb  | Mar  | Apr  | Mag  | Giu  | Lug  | Ago  | Set  | Ott  | Nov  | Dic  | Inv      | Pri      | Est      | Aut      | Anno |
| ------------------- | ---- | ---- | ---- | ---- | ---- | ---- | ---- | ---- | ---- | ---- | ---- | ---- | -------- | -------- | -------- | -------- | ---- |
| T. max. media (°C)  | 15,4 | 15,9 | 17,5 | 20,1 | 23,4 | 27,2 | 30,1 | 30,4 | 28,3 | 24,5 | 20,6 | 16,9 | 16,1     | 20,3     | 29,2     | 24,5     | 22,5 |
| T. min. media (°C)  | 6,8  | 7,0  | 8,0  | 10,1 | 12,9 | 16,6 | 19,0 | 19,6 | 17,9 | 14,8 | 11,3 | 8,4  | 7,4      | 10,3     | 18,4     | 14,7     | 12,7 |
| Precipitazioni (mm) | 89   | 69   | 58   | 46   | 25   | 10   | 5    | 12   | 42   | 80   | 84   | 93   | 251      | 129      | 27       | 206      | 613  |
| Giorni di pioggia   | 12   | 9    | 9    | 7    | 4    | 2    | 1    | 1    | 5    | 8    | 10   | 12   | 33       | 20       | 4        | 23       | 80   |

### Dati climatologici 1924-1941
In base alla media di riferimento (1924-1941), la temperatura media del mese più freddo, gennaio, si attesta a +11,2 °C; quella del mese più caldo, agosto, è di +25,4 °C.
| PALERMO OSSERVATORIO VALVERDE (1924-1941) | Mesi | Mesi | Mesi | Mesi | Mesi | Mesi | Mesi | Mesi | Mesi | Mesi | Mesi | Mesi | Stagioni | Stagioni | Stagioni | Stagioni | Anno |
| PALERMO OSSERVATORIO VALVERDE (1924-1941) | Gen  | Feb  | Mar  | Apr  | Mag  | Giu  | Lug  | Ago  | Set  | Ott  | Nov  | Dic  | Inv      | Pri      | Est      | Aut      | Anno |
| ----------------------------------------- | ---- | ---- | ---- | ---- | ---- | ---- | ---- | ---- | ---- | ---- | ---- | ---- | -------- | -------- | -------- | -------- | ---- |
| T. max. media (°C)                        | 15,4 | 16,1 | 18,0 | 20,6 | 23,5 | 28,1 | 30,6 | 30,6 | 28,4 | 24,4 | 20,9 | 16,3 | 15,9     | 20,7     | 29,8     | 24,6     | 22,7 |
| T. min. media (°C)                        | 7,0  | 7,2  | 8,5  | 10,7 | 13,6 | 17,4 | 20,0 | 20,2 | 18,4 | 15,2 | 11,9 | 8,3  | 7,5      | 10,9     | 19,2     | 15,2     | 13,2 |

## Valori estremi

### Temperature estreme mensili dal 1924 al 1941
Nella tabella sottostante sono riportate le temperature massime e minime assolute mensili, stagionali ed annuali dal 1924 al 1941, con il relativo anno in cui si queste si sono registrate. La massima assoluta del periodo esaminato di +43,0 °C risale all'agosto 1931, mentre la minima assoluta di -1,2 °C è del gennaio 1927.
| PALERMO OSSERVATORIO VALVERDE (1924-1941) | Mesi        | Mesi        | Mesi        | Mesi                     | Mesi              | Mesi        | Mesi        | Mesi        | Mesi        | Mesi        | Mesi        | Mesi        | Stagioni | Stagioni | Stagioni | Stagioni | Anno |
| PALERMO OSSERVATORIO VALVERDE (1924-1941) | Gen         | Feb         | Mar         | Apr                      | Mag               | Giu         | Lug         | Ago         | Set         | Ott         | Nov         | Dic         | Inv      | Pri      | Est      | Aut      | Anno |
| ----------------------------------------- | ----------- | ----------- | ----------- | ------------------------ | ----------------- | ----------- | ----------- | ----------- | ----------- | ----------- | ----------- | ----------- | -------- | -------- | -------- | -------- | ---- |
| T. max. assoluta (°C)                     | 25,3 (1939) | 26,6 (1936) | 31,0 (1931) | 32,0 (1924, 1932 e 1936) | 37,8 (1924)       | 38,9 (1935) | 42,2 (1939) | 43,0 (1931) | 41,5 (1924) | 36,2 (1932) | 30,3 (1941) | 24,8 (1934) | 26,6     | 37,8     | 43,0     | 41,5     | 43,0 |
| T. min. assoluta (°C)                     | −1,2 (1927) | 0,0 (1927)  | 0,3 (1939)  | 4,0 (1924)               | 7,5 (1938 e 1939) | 9,0 (1926)  | 14,6 (1924) | 15,3 (1926) | 8,0 (1927)  | 5,0 (1927)  | 3,0 (1924)  | 0,1 (1925)  | −1,2     | 0,3      | 9,0      | 3,0      | −1,2 |